# Ladies Asian Golf Tour 2007
De Ladies Asian Golf Tour 2007 was het derde seizoen van de Ladies Asian Golf Tour. Het seizoen begon met het Macau Ladies Open, in januari 2007, en eindigde met het Asia Miles Binhai Ladies Open, in maart 2006. Er stonden vijf toernooien op de kalender.

## Kalender
| Data  | Data  | Toernooi                      | Stad      | Winnaar        | Score | Score | Info           |
| ----- | ----- | ----------------------------- | --------- | -------------- | ----- | ----- | -------------- |
| 24-01 | 26-01 | Macau Ladies Open             | Macau     | Natalie Tucker | 217   | +4    |                |
| 31-01 | 02-02 | Hong Kong Ladies Masters      | Hongkong  | Libby Smith po | 212   | –4    |                |
| 07-03 | 09-03 | Thailand Ladies Open          | Bangkok   | Jiyai Shin     | 206   | –10   |                |
| 14-03 | 16-03 | DLF Women's Indian Open       | New Delhi | Yani Tseng po  | 215   | –1    | Nieuw toernooi |
| 21-03 | 23-03 | Asia Miles Binhai Ladies Open | Sjanghai  | Na Da-ye       | 222   | +6    | Nieuw toernooi |

| po = winnares na play-off |